# ورزشگاه ثانی بن جاسم
ورزشگاه ثانی بن جاسم یک ورزشگاه چندمنظوره است که در شهر دوحه پایتخت قطر قرار دارد. بیشتر استفاده از این ورزشگاه برای فوتبال است و بازیهای تیم الغرافه در آن انجام می‌شود. این ورزشگاه گنجایش ۲۵٬۰۰۰ نفر را دارا می‌باشد و در سال ۲۰۰۳ ساخته شده‌است. این استادیوم یکی از ورزشگاه مورد استفاده در جام ملت‌های آسیا  ۲۰۱۱ بود. همچنین این استادیوم یکی از مراکز معرفی شده اولیه برای برگزاری جام جهانی ۲۰۲۲ بود. که به دلیل عدم توسعه استادیوم در طرح نهایی برگزاری جام جهانی کنار گذاشته شد.